# Zeitschrift des Breisgau-Geschichtsvereins „Schau-ins-Land“
Die  Zeitschrift des Breisgau-Geschichtsvereins „Schau-ins-Land“ ist eine wissenschaftliche Publikation des Breisgau-Geschichtsvereins Schau-ins-Land, die als ein etwa 200-seitiges bebildertes und gebundenes Jahresheft mit Beiträgen zur Geschichte in der Region vom Mittelalter bis zur Neuzeit erscheint. Daneben enthält das Buch  Buchbesprechungen sowie Vereinsnachrichten. Mit der Vorstellung von neuen Erkenntnissen oder von Zwischenergebnissen und Werkstattberichten kleinerer, aber stadt- und regionalgeschichtlich bedeutsamer Recherchen soll es Einblicke in den  aktuellen Forschungsstand vermitteln.

## Geschichte

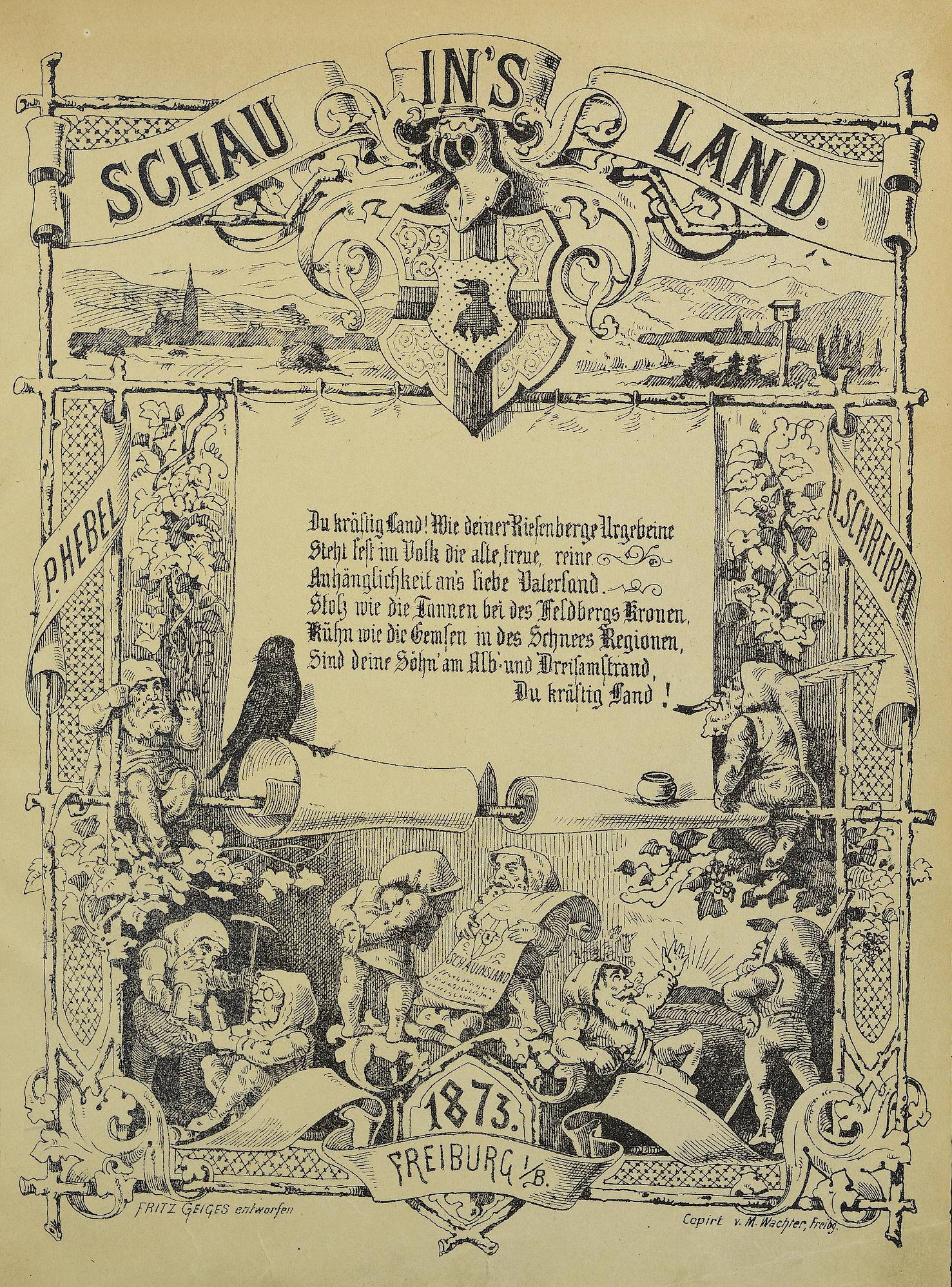
Titelblatt der ersten Ausgabe des Schau-in's-Land 1873
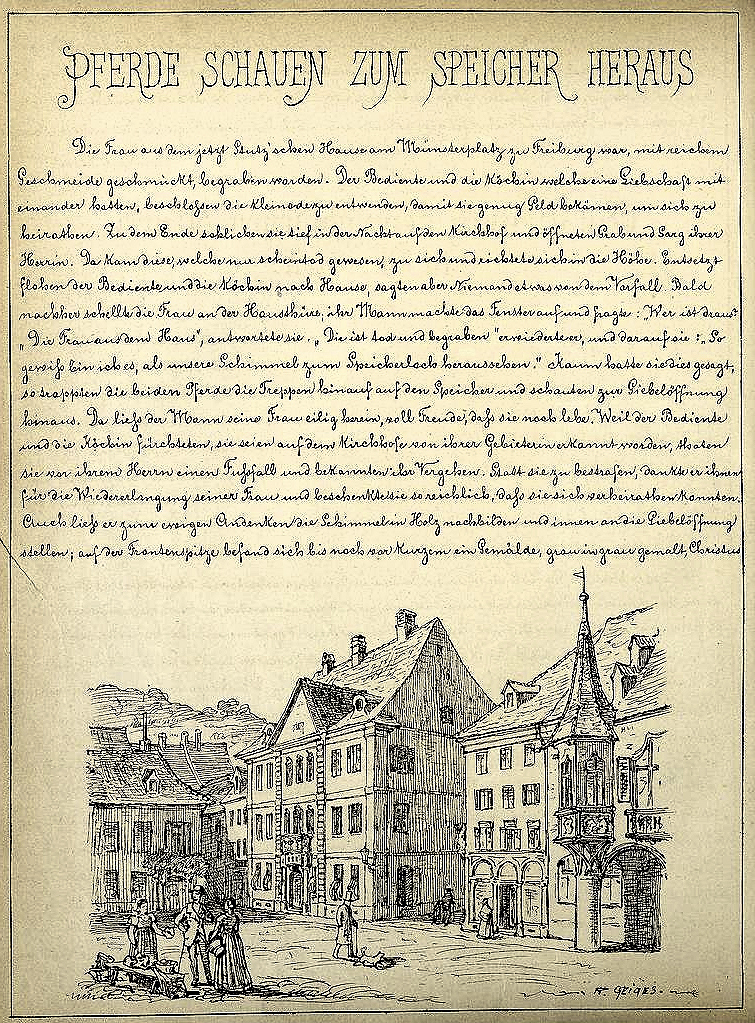
Unnummerierte Seite aus dem ersten Heft des Schau-in's-Land 1873 mit einer Zeichnung des Wentzingerhauses von Fritz Geiges
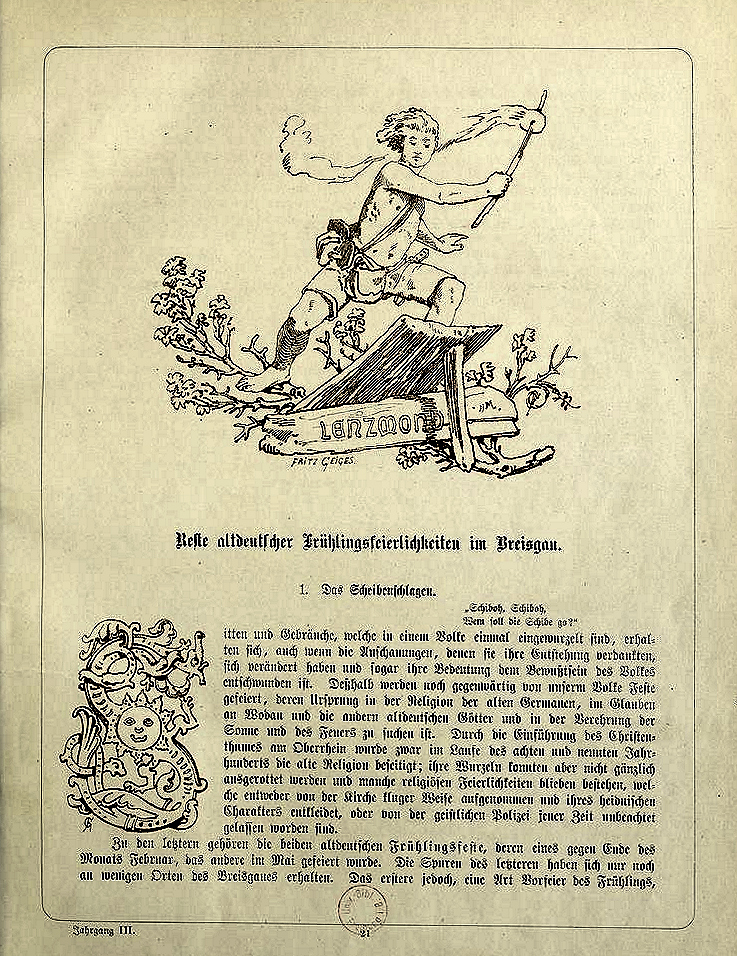
Titelblatt des Hefts aus dem Jahre 1876 für den Monat Lenzmond mit einer Vignette von Fritz Geiges

Der 1873 gegründete Breisgau-Verein Schauinsland gab mit seiner Entstehung eine monatlich erscheinende Zeitschrift, den Schau-in's-Land heraus. Die ersten Hefte waren reich illustriert, die Texte anfänglich von Hand geschrieben und zusammen mit den Abbildungen hektographiert. Das Autorenteam vereinigte junge Künstler, Bürger und Handwerker, die sich romantisch historisierend im Stil des neuen Kaiserreichs unter der Leitung von Fritz Geiges, der die meisten Zeichnungen beisteuerte, mit der Veröffentlichung von Geschichten und Gedichten beschäftigten. So wurden im Jahre 1876 in den Heften die gebräuchlichen Monatsnamen Februar bis April durch die deutschtümelden Namen Hornung, Lenzmond und Ostermond ersetzt, allerdings nur bis 1878, als die Zeitschrift nur noch einmal jährlich als Sammelband erschien.

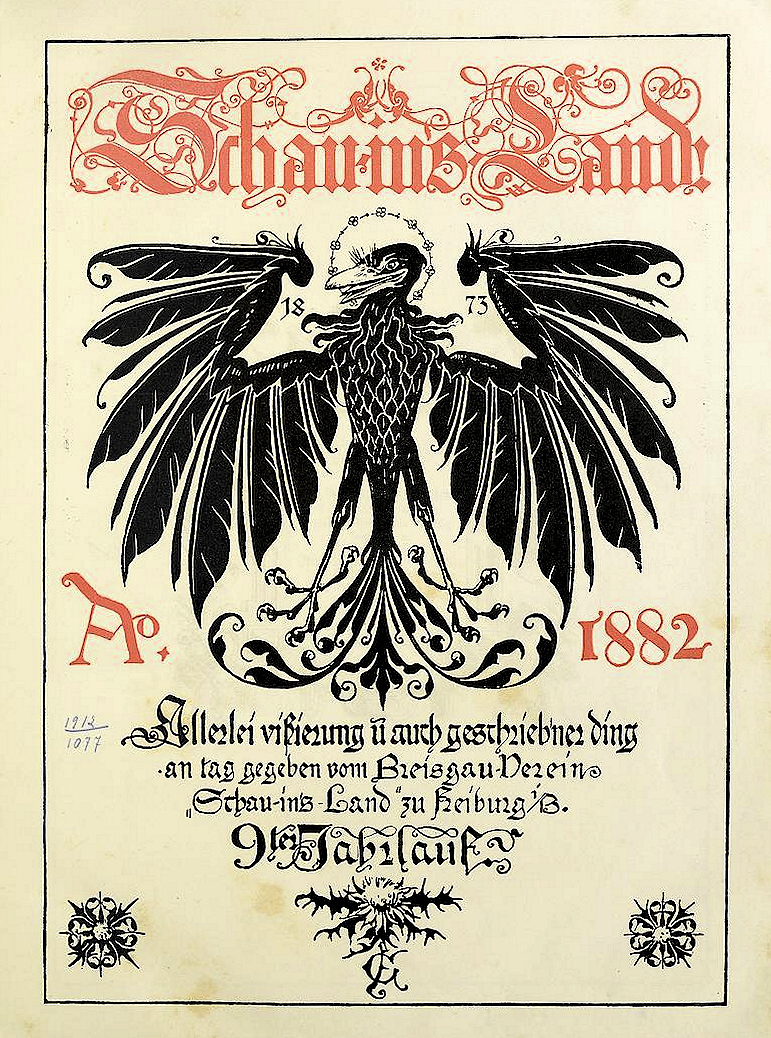
Neues Titelblatt des Schau-in's-Land ab 1882
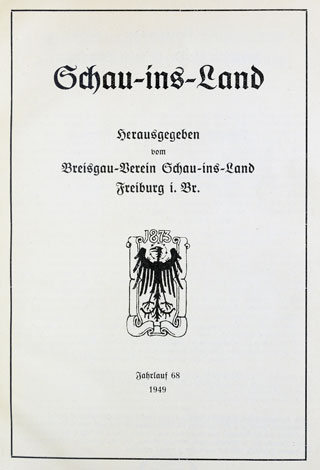
Titelblatt des neuen Schau-ins-Land 1949
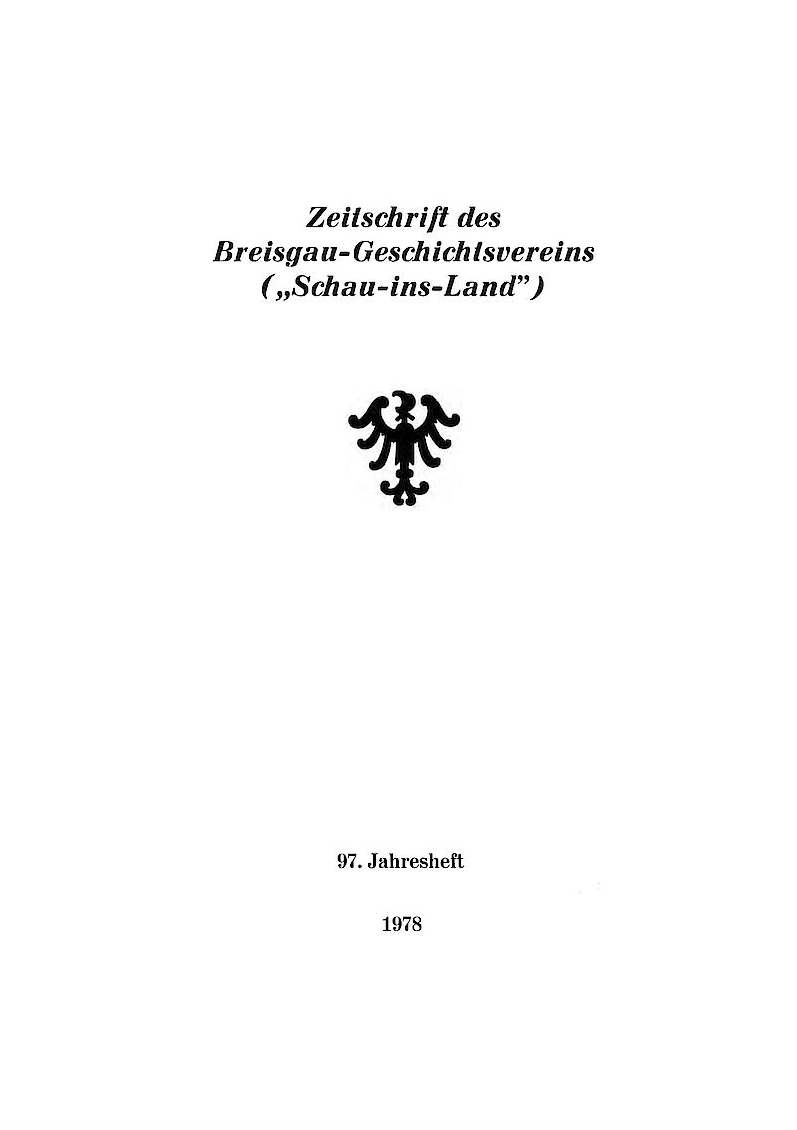
Titelblatt der Zeitschrift des Breisgau-Geschichtsvereins („Schau-ins-Land“) 1978

Ab 1882 bis zur letzten Ausgabe im Krieg 1941 zeigte das Titelblatt des Jahresbands die gleiche grafische Gestaltung, den Freiburger Rappen, wobei der Zeitschriftentitel 1926 das nun nicht mehr orthographisch korrekte Apostroph verlor. In den wirtschaftlichen Krisenjahren von 1923 bis 1933 erschien der Schau-ins-Land jeweils nur zweijährlich.
Nach dem Krieg und aus der Vereinigung der 1826 gegründeten „Gesellschaft für Beförderung der Geschichts-, Altertums- und Volkskunde von Freiburg, dem Breisgau und den angrenzenden Landschaften“ mit dem seit 1873 existierenden „Breisgau-Verein Schauinsland“ entstand 1946 der „Breisgau-Geschichtsverein Schau-ins-Land“ (BGV). Die neue jährliche Publikation erschien erstmals 1949 und setzte mit dem Band 68 die Tradition des alten Schau-ins-Land fort mit dem Zusatz Herausgegeben vom Breisgau-Verein „Schau-ins-Land“ Freiburg i. Br. auf dem Titel. Ab dem 97. Jahresheft im Jahre 1978 hieß der Jahresband dann Zeitschrift des Breisgau-Geschichtsvereins und in Klammern („Schau-ins-Land“), um den wissenschaftlichen Anspruch der Zeitschrift hervorzuheben. Gleichzeitig bekam das Titelblatt eine neue grafischen Gestaltung.
Die Jahreshefte von 1873 bis 2016 liegen, von der Universitätsbibliothek Freiburg digitalisiert, als Freiburger historische Bestände vor.

## Autoren des 19. Jahrhunderts(Auswahl)
- Ildefons von Arx (1755–1833), Mönch und Historiker
- Kasimir Walchner (1773–1837), Historiker und Jurist
- Carl von Rotteck (1775–1840), Staatswissenschaftler und Historiker
- Bernhard Baader (1790–1859), Sammler badischer Sagen
- Heinrich Schreiber (1793–1872), Professor an der Universität Freiburg und erster bedeutender Lokalhistoriker
- Joseph Bader (1805–1883), Archivar und Historiker
- Albert Kürzel (1811–1884), Pfarrer und Heimatforscher
- Johann Baptist Trenkle (1826–1891), Archivar und Historiker
- Heinrich Roth von Schreckenstein (1823–1894), Archivar und Historiker
- Lucian Reich (1817–1900), Maler und Schriftsteller
- Franz Xaver Kraus (1840–1901), Kunst- und Kirchenhistoriker
- Friedrich von Weech (1837–1905), Archivar und Historiker
- Fridrich Pfaff (1855–1917), Historiker, Germanist und Bibliothekar
- Marc Rosenberg (1852–1930), Kunsthistoriker und Sammler

## Autoren des 20. Jahrhunderts(Auswahl)
- Max Wingenroth (1872–1922), Kunsthistoriker
- Georg Kraft (1894–1944), Prähistoriker
- Jakob Ebner (1873–1960), Pfarrer und Heimatforscher
- Otto Feger (1905–1968), Archivar und Historiker
- Joseph Schlippe (1885–1970), Architekt und Stadtplaner
- Friedrich Wielandt (1906–1996), Numismatiker
- Ingeborg Krummer-Schroth (1911–1998), Kunsthistorikerin
- Robert Feger (1918–1987), Klassischer Philologe, Bibliothekar und Heimatforscher
- Berent Schwineköper (1912–1993), Archivar und Historiker
- Hermann Brommer (1926–2012), Lehrer und Kunsthistoriker
- Albrecht Schlageter (1927–1999), Lehrer sowie Heimat- und Bergbauforscher
- Hugo Ott (1931–2022), Historiker
- Heiko Haumann (* 1945), Historiker
- Ulrich P. Ecker (* 1951), Archivar und Leiter des Stadtarchivs Freiburg